# The Last Thing He Told Me
The Last Thing He Told Me är en amerikansk thrillerserie från 2022 som hade premiär på strömningstjänsten Apple TV+ den 14 april 2023. Första säsongen består av sex avsnitt. Serien är baserad på Laura Daves roman med samma namn.

## Handling
Serien kretsar kring Hannah som utvecklar en oförväntad relation med sin styvdotter i samband med att hon söker efter sin man som nyligen försvunnit.

## Roller i urval
| Jennifer Garner       | – Hannah |
| Angourie Rice         | – Bailey |
| Nikolaj Coster-Waldau | – Owen   |
| Aisha Tyler           | – Jules  |
| Geoff Stults          | – Jake   |